# Llista d'unitats de volum de l'antiga Grècia
Aquesta és una llista de les unitats de volum utilitzades a l'antiga Grècia:

## Acana
Acana (en llatí Achane, en grec antic ἀχάνη) era una mesura d'origen persa que equivalia a 45 medimnes àtics segons Aristòtil i l'enciclopèdia Suides. Segons Hesiqui de Milet, un ἀχάνη de Beòcia equivalia a un medimne àtic.

## Cènix
Cènix (en llatí Choenix, en grec antic χοῖνιξ) era una mesura grega de capacitat que com d'altres unitats de mesures petites, tenia diferents equivalències, probablement per diferències regionals entre els diversos estats i ciutats gregues. Homer diu a l'Odissea que un χοῖνιξ de blat era el sou ordinari d'un dia de treball, i Heròdot explica que era la quantitat mínima que havia de tenir un home per poder viure adequadament. Era la quantitat de blat que rebien els esclaus.
La mesura de capacitat del cènix va anar variant segons els llocs i normalment equivalia a 1,087 litres. Suides diu que era equivalent a tres còtiles. Galè la fa igual a quatre còtiles; Fanni diu que era equivalent a vuit còtiles. Galè també esmenta en altres escrits que era equivalent a tres i a vuit còtiles.

## Cous
Cous (en llatí Chous, en grec antic χοεὺς, χοῦς) era una mesura de líquids de l'antiga Grècia, equivalent al romà congi (congius) subdividit en sis sextaris. També equival a 3,12 litres. 8 cous equivalen a1 Keramion. Al principi el nom volia dir simplement càntir, i d'aquí la festa anomenada khoës (Χοαί) el segon dia de l'Antestèria, una festa dedicada a Dionís.
En un concurs Miló de Crotona va poder beure tres cous de vi. Suides diu que era equivalent a dos sextarius (el sextari és equivalent a la pinta anglesa). Existia un got per beure anomenat també cous, que tenia una forma semblant a l'àmfora panatenaica.

## Hecte
Hecte o hecteus (en grec antic ἕκτη, ἑκτεύς) era un terme que s'aplicava en diversos sentits en el sistema mètric grec, i tenia una base duodecimal.
En mesures líquides l'hecteus era la sisena part del medimne i la dotzena de l'hemiecte. Equivalia a un modi romà. La paraula s'aplicava també a les monedes fraccionàries d'or i d'electre, que sempre tenien un valor d'una sisena part de la unitat a la que corresponien.

## Keramion
Keramion (en grec antic κεράμιον) era una antiga unitat grega de mesura de líquids equivalent a 8 cous o 24,93 litres.

## Kophinos
Kophinos (plural Kophinoi) era una antiga unitat grega de mesura de líquids equivalent a 9,35 litres.

## Kotyle
|  | Per a altres significats, vegeu Escif (ceràmica) i Còtila. |

Kotyle (en grec antic κοτύλη) era una antiga unitat grega de capacitat equivalent a 0,272 litres, i de mesura de líquids d'una capacitat gairebé igual. En llatí era anomenada cotyla o heminae.

## Maris
Maris (en grec antic μάρις, μάρης) era una mesura grega de capacitat que segons Juli Pòl·lux i Aristòtil estava formada per sis còtiles (Kotyle, cotylae). Poliè de Làmpsac parla d'una mesura més gran amb el mateix nom que contenia deu congis (congii).

## Medimne
Medimne (en grec antic μέδιμνος) era la principal mesura de capacitat dels grecs, equivalent a 52,176 litres.
S'utilitzava principalment per mesurar el gra. Contenia sis hectes, dotze hemiectes, 48 cènics, 96 sestes (sextarii), 192 cotylae i 1152 cyathi. El medimnus àtic era equivalent a sis modis romans o dues àmfores, segons Ciceró. El medimne d'Egina i el de l'Egipte dels Ptolemeus tenia la meitat, com a molt, de capacitat, possiblement un terç. El medimne sicilià era igual al medimne àtic.

## Metretes
Metretes (en grec antic μετρητής) o àmfora metretes (ἀμφορευς μετρητής), anomenada també àmfora grega, era una antiga unitat grega de mesura de líquids equivalent a 37,4 litres. Era la principal mesura de líquids de l'antiga Grècia. Contenia 12 cous, 48 cènix, 72 sestes (sextarii) i 144 Kotyle o cotylae) i era equivalent a tres quarts d'un medimne, la principal mesura seca. L'àmfora metretes, a l'Àtica, era la meitat de gran que l'àmfora quadrantal romana.
Els metretes àtics contenien 72 sextarii, els eginetes tenien una proporció de 5 a 3 amb els metretes àtics i, per tant, la mesura d'Egina era dos cinquenes parts més gran que la mesura àtica i doncs una àmfora metretes d'Egina contenia 120 sextarii, i era idèntica als metretes de Babilònia, Síria i Antioquia, segons Heròdot. Els metretes macedonis eren probablement més petits que els àtics.

## Mistre
Mistre (en grec antic μύστρον) era una mesura grega de líquids, estrictament una cullerada, de la qual hi havia el gran mistre i el petit mistre.
El més comú era el petit que era 1/24 part d'un còtil (kotyle) i ¼ d'un cyathus. Segons Galè el mistre petit era ¾ del gran, però en un altre capítol fa el mistre gran 1/3 d'un còtil i diu que el petit era ¼ del gran; en un altre lloc fa al mistre gran equivalent a 3 Ὀξύβαφον ("oxybaphon") i el petit 1 i 1/3 oxybapha. Cleòpatra diu que el gran era 1/16 d'un còtil i el petit 1/22.

## Quadrantal
Àmfora o quadrantal o Àmfora quadrantal (en llatí quadrantal o amphora quadrantal) era una unitat de mesura de líquids romana equivalent a 25,86 litres. Els grecs també usaven aquesta mesura però l'àmfora grega era equivalent a 40 litres.
Era la principal mesura romana de capacitat de líquids. Sext Pompeu Fest dona el text d'un plebiscit de data desconeguda que regulava els pesos i mesures: "Ex ponderus publicis, quibus hac tempestate populus octier solet, uti coaequetur sedulum, uti quadrantal vini octoginta pondo siet: congius vini decem p. (pondo} siet: sex scxtari congius siet vini; duodequinquaginta sextari quadrantal siet vini" (el quadrantal ha de contenir 80 pondos de vi i el congi 10; el sextari ha de ser 1/6 del congi i 1/48 del quadrantal).

## Queme
Queme (en grec antic χήμη) era una mesura grega de líquids la capacitat de la qual (com passa sovint amb les mesures petites) les diferents autoritats la consideren diferent. La paraula deriva del grec χα- ("cha", obrir) i significa literalment "un badall" i, per tant, com a unitat de mesura significava la capacitat d'una escopinya oberta.
La queme petita, segons Galè, equivalia a dos cocleàries o dos dracmes (4,578 grams), i era 1/72 part d'una còtila o kotyle. La queme gran era proporcionalment, de 3 a 2 quemes petites. Encara s'esmenten altres tipis de queme.

## Sestes
Sestes (en grec antic Ξέστης) en llatí sextarius, es una unitat de mesura de líquids o de sòlids. La paraula està presa dels romans. Equivalia a 12 cyathus, a una sisena part d'un modi, uns 0'54 litres de cabuda.